# Asplenium rutaefolium
Asplenium rutaefolium là một loài thực vật có mạch trong họ Aspleniaceae. Loài này được (Bergius) Kunze miêu tả khoa học đầu tiên năm 1836.